# Stig Inge Bjørnebye
Stig Inge Bjørnebye (ur. 11 grudnia 1969 w Elverum) – norweski piłkarz występujący na pozycji lewego obrońcy. W młodości trenował również skoki narciarskie, pod wpływem swojego ojca, który uprawiał tę dyscyplinę.
Zasłynął grą w angielskim Liverpoolu FC. W reprezentacji Norwegii wystąpił 75 razy, debiutując w 1989 roku przeciwko Austrii. Uczestniczył w Mistrzostwach Świata w 1994 roku i w 1998 roku) oraz w EURO 2000. Bjørnebye grał także w Strømmen I.F., Kongsvinger IL, Rosenborg BK, Brøndby IF i Blackburn Rovers.
Po zakończeniu kariery piłkarskiej w 2002 roku przez pewien czas był asystentem Åge Hareide w norweskiej kadrze narodowej. Jest także jednym z właścicieli Nybergsund I.L. Obecnie pracuje jako szkoleniowiec występującego w Tippeligaen IK Start.
Jego żoną jest Hege Kirsti Frøseth, norweska piłkarka ręczna.

## Sukcesy
- Z Rosenborgiem Trondheim:
  - Mistrzostwo Norwegii - 1992, 1994
  - Puchar Norwegii - 1992
- Z Liverpool F.C.:
  - Puchar Ligi - 1994/95
- Z Blackburn Rovers:
  - Puchar Ligi - 2001/02